# Cose dell'altro mondo (film 1939)
Cose dell'altro mondo è un film del 1939 diretto da Nunzio Malasomma.

## La critica
« Si continua ad insistere nel presentare uomini e fatti di altri paesi che non siano il nostro, Nunzio Malasomma con l'intenzione di mettere in ridicolo o più precisamente alla berlina l'ambiente carcerario degli Stati Uniti, è riuscito solo a sfiorare il paradosso dei detenuti che vanno in licenza. Gli equivoci, i cuscinetti a sfere di simili film un po' comici un po' parodistici, un po' farseschi, ci sono ma scorrono con lentezza. Malasomma per paura di rimanere impigliato tra i raggi e i denti delle sue stesse ruote ha voluto raccontare tutto così minutamente da riuscire quasi didascalico. Alcune volgarità del dialogo potevano essere addolcite.. » Francesco Callari in Film del 16 dicembre 1939.

## Produzione
Prodotto da Silvestro Mascali per la società Consortium Film, la pellicola venne girata negli studi della Pisorno a Tirrenia, per uscire nelle sale nel dicembre 1939.